# Śmiałek szczeciniasty
Śmiałek szczeciniasty (Deschampsia setacea (Huds.) Hack) – gatunek rośliny wieloletniej należący do rodziny wiechlinowatych. Występuje na atlantyckich wybrzeżach zachodniej Europy. W Polsce uznany za wymarły.

## Morfologia
ŁodygaProste, sztywne, nagie źdźbło do 60 cm wysokości.
LiścieSzczeciniaste, z 3-5 nerwami, do 1 mm szerokości. Języczek liściowy do 8 mm długości, zaostrzony.
KwiatyZebrane w kłoski, te z kolei zebrane w wiechę. Plewka dolna z długą ością i ząbkami na szczycie. Dwa ząbki zewnętrzne znacznie dłuższe od wewnętrznych.

## Biologia i ekologia
Bylina, hemikryptofit. Rośnie w rowach, stawach i na torfowiskach. Kwitnie w lipcu i sierpniu. Gatunek charakterystyczny zespołu Eleocharitetum multicaulis.

## Zagrożenia i ochrona
Kategorie zagrożenia gatunku:
- Kategoria zagrożenia w Polsce według Czerwonej listy roślin i grzybów Polski (2006)[5]: Ex (wymarły i zaginiony w naturze); 2016: RE (wymarły na obszarze Polski)[6].
- Kategoria zagrożenia w Polsce według Polskiej Czerwonej Księgi Roślin[7]: EX (extinct, całkowicie wymarły).